# وولا مسوووسکا
وولا مسوووسکا (به لاتین: Wola Mysłowska) یک روستا در لهستان است که در گمینا وولا مسوووسکا واقع شده‌است. وولا مسوووسکا ۳۳۰ نفر جمعیت دارد.